# Christoph Büttner (Mediziner)
Christoph Büttner (* 14. Juni 1949 in Melle) ist ein pensionierter deutscher Admiralstabsarzt.

## Leben
Büttner trat 1968 als Marineoffizier in die Bundeswehr. 1973 begann er sein Studium der Humanmedizin an der Johannes Gutenberg-Universität Mainz. Das Studium beendete er 1980. Nach der Medizinalassistentenzeit wurde  er als Arzt approbiert. Nach der Promotion zum Dr. med. war er Truppen- und Fliegerarzt. Danach wurde er im Bundesministerium der Verteidigung und im Personalamt der Bundeswehr eingesetzt. 1990 erhielt er das Ehrenkreuz der Bundeswehr in Gold. 2001 wurde er Admiralarzt der Marine, 2006 Kommandeur des Sanitätskommandos II in Diez. Im Januar 2008 wurde er zum Admiralstabsarzt befördert und als Stellvertreter des Inspekteurs des Sanitätsdienstes der Bundeswehr und Chef des Stabes des Führungsstab des Sanitätsdienstes im Bundesministerium der Verteidigung in Bonn auf seinen letzten Dienstposten versetzt. Zum 1. Juli 2011 wurde er in den Ruhestand versetzt. Seit Januar 2012 ist er als Chefredakteur der Zeitschrift Medical Corps International Forum (MCIF) tätig.